# Státní znak Abcházie
Státní znak Abcházie, částečně uznané republiky, kterou většina států považuje za součást Gruzie, zvanou Autonomní republika Abcházie, tvoří zlatě orámovaný polcený štít stříbrné a zelené barvy, na němž je vyobrazen jezdec na koni ve skoku, který právě vystřelil z luku směrem vzhůru, vše ve zlaté barvě. Ve spodní části štítu je umístěna velká zlatá osmicípá hvězda, v horní části jsou dvě menší zlaté osmicípé hvězdy, jedna v zeleném a druhá ve stříbrném poli. Motiv jezdce představuje Sasrykvu, hrdinu abchazského Nartského eposu, jedoucího na bájném koni Bzou, velká zlatá hvězda symbolizuje obrodu, menší hvězdy v bílém a zeleném poli západní a východní kulturní svět, na jejichž pomezí se Abcházie nachází. 

## Státní znak Autonomní republiky Abcházie

Strátní znak Gruzie představuje i znak Autonomní republiky Abcházie

Gruzie nezávislost Abcházie neuznává a její území dle gruzínského administrativního dělení tvoří tzv. Autonomní republiku Abcházie, která je nedílnou součástí Gruzie. Existuje i autonomní vláda, která však nad svým územím nemá žádnou kontrolu a sídlí v exilu v Tbilisi. Autonomní republika Abcházie používá jako svůj státní znak znak Gruzie.

## Historický vývoj

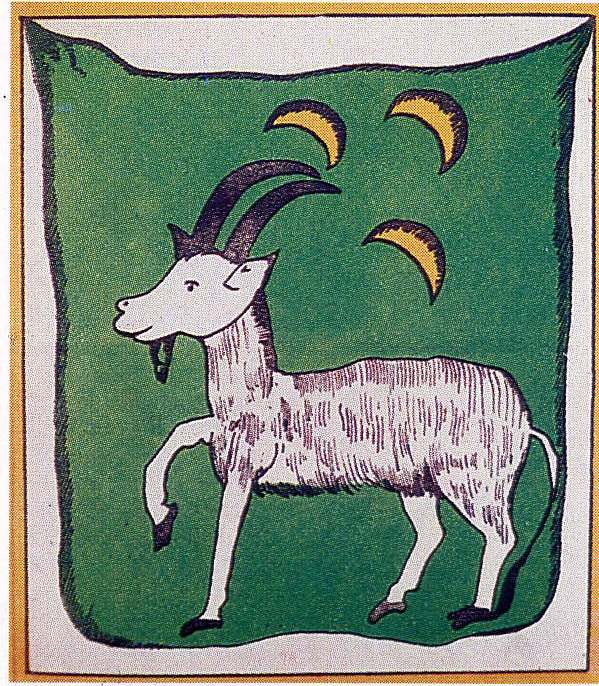
Prapor Abchazského knížectví (1735)
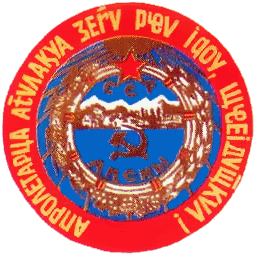
Státní znak Abchazské SSR (1924–1931)